# Emmanuel Delmas
Pour les articles homonymes, voir Delmas.
Emmanuel Delmas, né le 28 décembre 1954 à Figeac dans le Lot, est un évêque catholique français, évêque d'Angers depuis le 28 septembre 2008.

## Biographie

### Formation
Emmanuel Delmas a tout d'abord suivi des études primaires à l’école publique de Livernon, puis des études secondaires à l’école Bossuet de Brive-la-Gaillarde et des études de médecine à la faculté de médecine de Limoges de 1972 à 1979, suivant ainsi les traces de ses parents. Il obtient le diplôme de docteur en médecine en 1980.
Après avoir fait son service national au titre de la coopération au Maroc de 1981 à 1982, il entre au grand séminaire Saint-Cyprien à Toulouse en 1982 puis à l'Institut catholique de Toulouse de 1987 à 1989, obtenant une maîtrise de théologie.

### Prêtre
Il est ordonné prêtre le 26 juin 1988 pour le diocèse de Cahors.
Il exerce son ministère sacerdotal comme vicaire de la paroisse de Gramat jusqu'en 1993 avant d'être chapelain puis recteur à partir de 1997 du sanctuaire Notre-Dame de Rocamadour (1997-2005).
En complément de cette charge de recteur, il exerce alors diverses responsabilités au niveau diocésain comme responsable de la pastorale familiale, de la pastorale des vocations. Il a également été responsable de la formation permanente des jeunes prêtres de la province de Toulouse.
En 2005, il devient vicaire général du diocèse de Cahors, cumulant cette charge avec celle de curé de Gramat à partir de 2007.

### Évêque
Il est nommé évêque d'Angers le 17 juin 2008. À ce titre, il est chancelier de l'université catholique de l'Ouest.
Il est consacré évêque en sa cathédrale Saint-Maurice le 28 septembre 2008 par Pierre d'Ornellas, archevêque de Rennes, assisté de Jean-Louis Bruguès, secrétaire de la Congrégation pour l'éducation catholique et Norbert Turini, évêque de Cahors.
Il promulgue le 1er janvier 2015 une nouvelle carte du diocèse d'Angers composé de 62 paroisses.

#### Gestion des abus sexuels
En avril 2023, Aymeric de Salvert, curé du Lion-d'Angers et prêtre des Missions étrangères de Paris, est mis en garde à vue pour viol aggravé sur personne vulnérable. À cette occasion, un communiqué est publié par le diocèse d'Angers le 7 avril. Le lendemain de cette publication, Emmanuel Delmas rencontre les  paroissiens au Lion-d'Angers,.

#### Nomination au poste de notaire d'un prêtre condamné pour détention d'images pédopornographiques
Il nomme notaire du diocèse d'Angers en juillet 2025 un prêtre mis en examen et incarcéré en 2014, puis finalement condamné en 2017 à 2 ans de prison, dont 4 mois ferme, pour détention et partage d'images pédopornographiques. Dans le contexte de la nomination vivement contestée de Dominique Spina, prêtre condamné en 2006 pour viols sur mineur, au poste de chancelier du diocèse de Toulouse par Guy de Kerimel, Emmanuel Delmas renonce à cette nomination en août,.

## Ouvrage
- Emmanuel Delmas (dir.), Angers, la grâce d'une cathédrale, éditions Place des Victoires, 2020.